# Me and Mrs. Jones
"Me and Mrs. Jones" — соул-пісня 1972 року, написана Кенні Гемблом, Леоном Хаффом і Кері Гілбертом, а спочатку записана Біллі Полом. У ньому описується позашлюбний зв’язок між чоловіком та його коханою місіс Джонс. У пісні двоє таємно зустрічаються «щодня в одному кафе», о 6:30, де вони тримаються за руки та розмовляють. Обидва опинилися в скрутному становищі: «У нас щось відбувається/ми обидва знаємо, що це неправильно/але це занадто сильно/щоб відпустити це зараз».

## Чарти
| Чарт (1972–73)                       | Пік позиції |
| ------------------------------------ | ----------- |
| Australia (Kent Music Report)        | 9           |
| Canada RPM Top Singles               | 14          |
| New Zealand (Listener)               | 5           |
| UK (OCC)                             | 12          |
| US Billboard Hot 100                 | 1           |
| US Billboard R&B                     | 1           |
| США (Adult Contemporary) (Billboard) | 10          |
| US Cash Box Top 100                  | 1           |

| Чарт (1973)                   | Rank |
| ----------------------------- | ---- |
| Australia (Kent Music Report) | 82   |
| US Billboard Hot 100          | 15   |
| US Cash Box                   | 9    |

| Чарт (1958–2018)     | Позиції |
| -------------------- | ------- |
| US Billboard Hot 100 | 475     |

## Сертифікати
| Регіон | Сертифікація | Продажі    |
| --- | ------------ | ---------- |
| Велика Британія (BPI)                                                                                            | Срібний      | 200 000    |
| США (RIAA) | Золотий      | 1 000 000^ |
| ^відвантаження, що базуються лише на сертифікаціях · продажі+прослуховування, що базуються лише на сертифікаціях |              |            |